# Schochow-Insel
Die Schochow-Insel (russisch Остров Жохова, Ostrow Schochowa) ist eine Insel in der Ostsibirischen See, einem Teilmeer des Arktischen Ozeans. Sie gehört geographisch zur Gruppe der De-Long-Inseln, einem Teil der Neusibirischen Inseln, administrativ zur russischen Republik Sacha (Jakutien).

## Geographie
Die Schochow-Insel liegt etwa 600 Kilometer nördlich der Nordküste Sibiriens und 128 Kilometer nordöstlich der Insel Neusibirien. Ihre Fläche beträgt 77 km², ihre höchste Erhebung liegt bei 123 Metern über dem Meer. Die Insel ist selbst im Sommer von Packeis umgeben, jedoch nicht vergletschert. Ihre Oberfläche ist von Tundra mit niedrigwachsenden Gräsern, Moosen und Flechten geprägt.

## Geschichte
Im Gegensatz zu den anderen De-Long-Inseln Bennett, Henrietta und Jeannette (entdeckt 1881) wurde diese Insel erst am 27. August 1914 von der russischen Hydrografischen Expedition des Nördlichen Eismeers unter Leitung von Boris Wilkizki entdeckt. Die Insel wurde zunächst nach Pjotr Nowopaschenny, dem Kapitän des Expeditionsschiffs Waigatsch, benannt. Als dieser im Russischen Bürgerkrieg auf Seiten der Weißen kämpfte und anschließend nach Deutschland emigrierte, erfolgte die Umbenennung zu Ehren Leutnant Alexei Schochows (1885–1915), eines Teilnehmers an der Wilkizki-Expedition, der bei der Überwinterung auf der Taimyrhalbinsel 1915 gestorben war.
Auf der Insel wurden etwa 8000 Jahre alte Werkzeuge und Tierknochen, vor allem von Rentieren und Eisbären, gefunden, die eine Besiedlung der Schochow-Insel in der Mittelsteinzeit nahelegen, als diese noch Teil des sibirischen Festlands war. Die Bewohner verwendeten Klingen aus Obsidian, dessen chemische Zusammensetzung zeigt, dass er aus dem Gebiet um den rund 1500 Kilometer südöstlich gelegenen Krasnoje-See stammt. Offenbar unterhielten die Menschen in der nordöstlichen sibirischen Arktis bereits im frühen Holozän ein gut entwickeltes Handelsnetzwerk.
Die 1955 auf der Schochow-Insel errichtete arktische Forschungsstation wurde 1993 geschlossen.